# Mammilla syrphetodes
Mammilla syrphetodes is een slakkensoort uit de familie van de Naticidae. De wetenschappelijke naam van de soort is voor het eerst geldig gepubliceerd in 1976 door Kilburn.